# G102
G102 (ranije NA02 i Jadera) bio je naoružani parobrod, zapravo motorni jedrenjak u sastavu mornarice NDH i Kriegsmarine. 

## Povijest
Nakon pada Italije, putnički obalni brod Jadera je zaplijenjen, naoružan i prenamijenjen u ophodni i eskortni brod za potrebe Mornarice NDH, zajedno s drugim prerađenim putničkim brodovima. Preuzet je 15. kolovoza 1944., a nakon preinake stavljen je u službu 1. studenog iste godine. Već 1. siječnja 1945., prilikom ukidanja Hrvatske mornarice, preuzima ga Kriegsmarine. Sudbina je nejasna, ali se pretpostavlja da je preživio rat te da se posada predala Britancima u sjevernoj Italiji krajem rata, ne želeći pasti u zarobljeništvo partizanima.[nedostaje izvor]